# Cryptostyloecia hexapuncta
Cryptostyloecia hexapuncta är en mossdjursart som beskrevs av Ernst, Königshof och Schäfer 2009. Cryptostyloecia hexapuncta ingår i släktet Cryptostyloecia och familjen Ptilodictyidae. Inga underarter finns listade i Catalogue of Life.